# Tipula (Lunatipula) parshleyi
Tipula (Lunatipula) parshleyi is een tweevleugelige uit de familie langpootmuggen (Tipulidae). De soort komt voor in het Nearctisch gebied.